# Berlin-Marienfelde
Berlin-Marienfelde ist ein Ortsteil des Bezirks Tempelhof-Schöneberg in Berlin.

## Geographische Lage
Marienfelde liegt im Süden Berlins. Es grenzt an die Ortsteile Lichterfelde und Lankwitz im Nachbarbezirk Steglitz-Zehlendorf sowie an Mariendorf und Lichtenrade.

## Geschichte

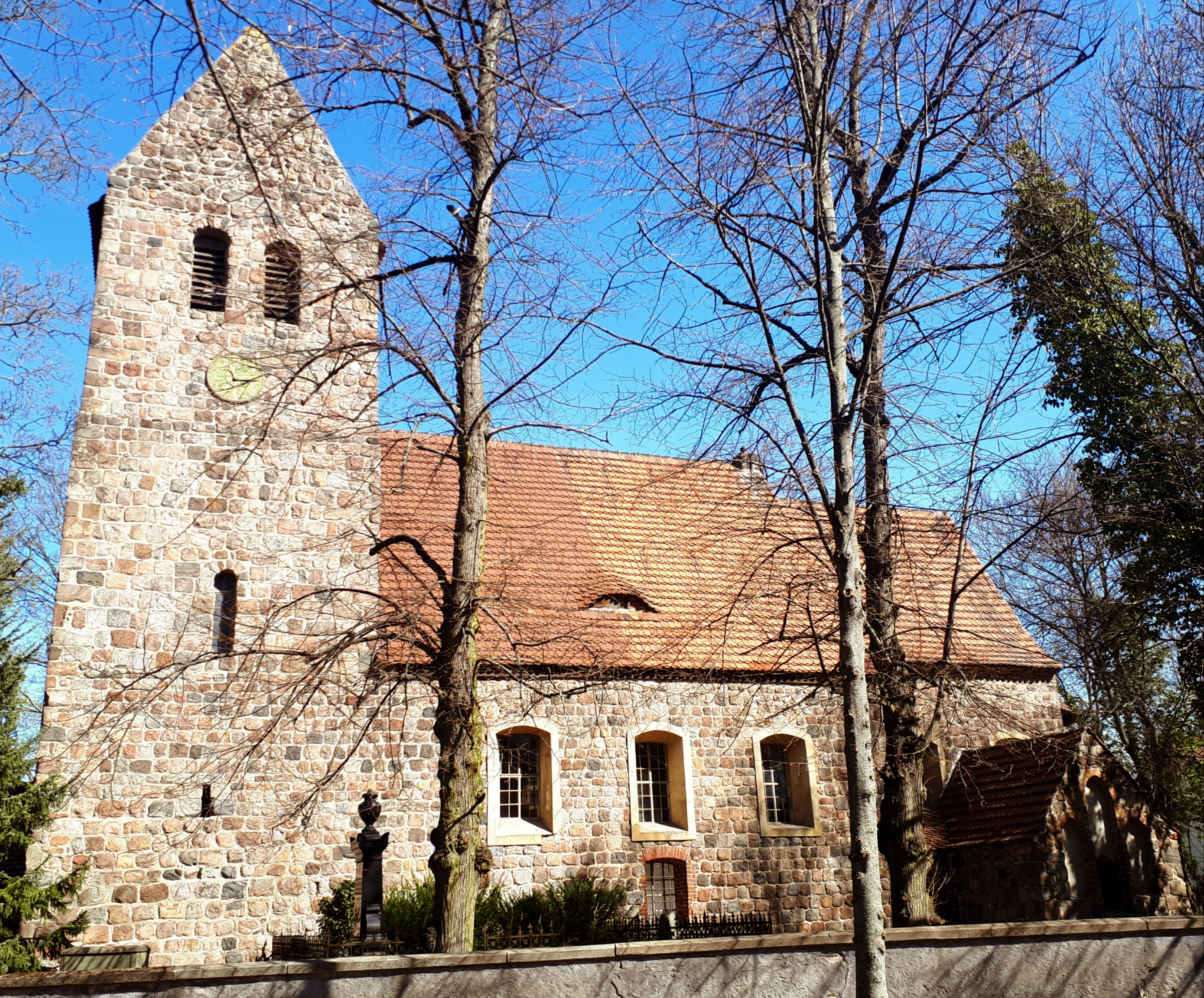
Dorfkirche Marienfelde

Das Angerdorf entstand, gemeinsam mit dem benachbarten Mariendorf, etwa um 1220 als Bauernsiedlung im Schutz des Komturhofs Tempelhof, der um 1200 oder kurz davor vom Templerorden errichtet worden war. Die Dorfkirche wurde als Feldsteinkirche angeblich um 1220 errichtet, wohl aber eher um 1240. Die früheste bekannte urkundliche Erwähnung des Dorfes (als Merghenvelde) stammt von 1344. Das Dorf gehörte anfangs mit den Dörfern Mariendorf, Tempelhof und Rixdorf zu den Ländereien des Templerordens, die nach dessen Auflösung 1312 im Jahr 1318 dem Johanniterorden übertragen wurden.
Im Landbuch Karls IV. (1375) wurde Marienfelde mit 52 Hufen erwähnt, davon drei Pfarrhufen. Es gab neun Kossätenhöfe und eine Mühle, aber keinen Krug (erst 1450 nachweisbar). 1435 ging Marienfelde gemeinsam mit Mariendorf, Tempelhof und Rixdorf in den Besitz des gemeinsamen Rates von Berlin und Cölln über. 1450 besaß Marienfelde nur noch 42 Hufen. Marienfelde blieb im Besitz der Stadt bis 1831. Eine eigene Schmiede, wohl auf dem Dorfanger in der Nähe des Dorfteichs wegen der Brandgefahr, wurde für Marienfelde erstmals 1771 genannt; bis dahin nur Laufschmiede.
Seit 1831 gab es häufige Besitzwechsel. 1844 kaufte Adolf Kiepert das Gut und schuf einen landwirtschaftlichen Musterbetrieb. Das Gut besaß er bis 1872; sein Grabstein steht auf der Südseite der Dorfkirche.
In den Jahren 1776/1777 erfolgte der Bau des Königsgrabens zwischen Lichtenrade und Marienfelde. Er wurde auf königliche Anweisung als Entwässerungsgraben angelegt, um den Bauern nach dem Siebenjährigen Krieg bessere Erträge im sumpfigen Gelände zu ermöglichen.
Bis 1800 war Marienfelde ein kleiner Ort mit weniger als 200 Bewohnern. Etwa ab 1850 nahm die Zahl der Einwohner langsam zu. Nach der Eröffnung des Bahnhofs Marienfelde im Jahr 1875 begann die Entwicklung des nördlichen Gebietes. Auf dem Gelände der Baumschulen Hranitzky entstand ab 1888 westlich der Eisenbahn die Villenkolonie Neu-Marienfelde. In dieser Zeit begann auch östlich der Eisenbahn die Entwicklung des Industriegebietes. Vor dem Ersten Weltkrieg wurden nun schon fast 4.000 Einwohner gezählt. Der Krieg unterbrach die Aufwärtsbewegung.
Auf dem Grundstück Berliner Straße 10–18 zwischen Beiß- und Emilienstraße befand sich zwischen 1899 und 1922 die Gartenbauschule für Frauen gebildeter Stände der Elvira Castner, die erste Möglichkeit für Frauen, einen Abschluss im Fach Gartenbau zu erwerben und beruflich als Gärtnerin tätig zu werden.
Marienfelde gehörte bis 1920 zum Landkreis Teltow in der preußischen Provinz Brandenburg. Mit der Bildung Groß-Berlins wurde es Teil des Berliner Bezirks Tempelhof. Etwa ab 1925 begann der Ausbau südlich der Villenkolonie. Im Südosten, zwischen Schichauweg und Landesgrenze, entstand entlang der Eisenbahn eine Siedlung. Diese wurde 1938 dem Ortsteil Lichtenrade zugeordnet. Am südlichen Rand von Marienfelde, unmittelbar an der Stadtgrenze, entstand in den 1930er Jahren die sogenannte Stadtrandsiedlung, für die im Jahr 2001 eine Erhaltungsverordnung erlassen wurde.
Vor dem Zweiten Weltkrieg gab es in Marienfelde über 10.000 Einwohner. Im Zweiten Weltkrieg wurde der Kern von Neu-Marienfelde durch alliierte Luftangriffe weitgehend zerstört. Ende 1945 war die Einwohnerzahl auf etwas über 8.000 gesunken.
Nach dem Zweiten Weltkrieg wuchsen Alt- und Neu-Marienfelde zusammen. Einfamilienhäuser und Mietwohnungen entstanden in den 1950er und 1960er Jahren nördlich des alten Ortskerns, insbesondere auf den südwestlichen Freiflächen und den Ländereien des Klosters zum Guten Hirten. 1970 wurden etwa 18.000 Einwohner registriert.
Geschichtliche Bedeutung für das geteilte Deutschland erlangte Marienfelde durch das Notaufnahmelager Marienfelde. Von 1953 bis 1990 war es für über 1,35 Millionen DDR-Flüchtlinge auf ihrem Weg in die Bundesrepublik Deutschland das „Tor zum Westen“.
In den 1970er Jahren entstand die von Hochhäusern geprägte Großwohnsiedlung Waldsassener Straße und das Industriegebiet Nahmitzer Damm/Motzener Straße. Bis 1977 erhöhte sich die Zahl der hier wohnenden Menschen auf über 32.000. Im Jahr 1989 wurde das bisherige Maximum mit 33.126 Bewohnern registriert.

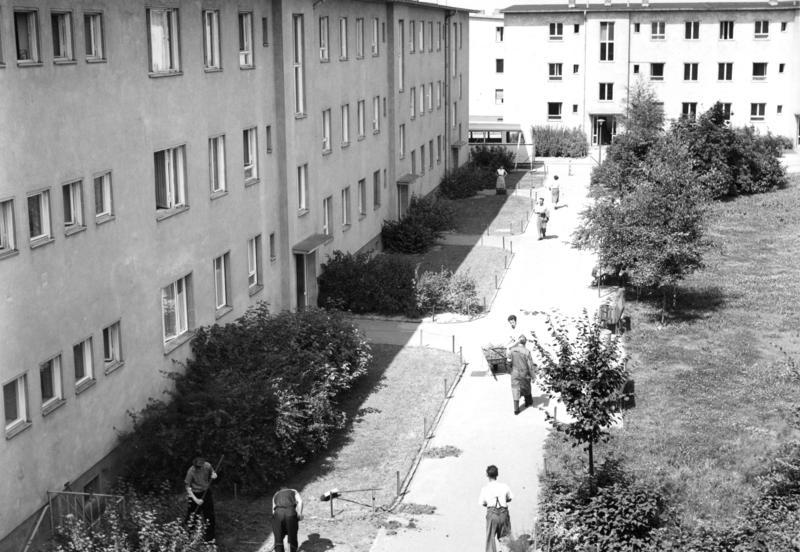
Notaufnahmelager Marienfelde
Im Notaufnahmelager in der Marienfelder Allee durchliefen zwischen 1953 und 1990 über 1,35 Millionen Deutsche nach dem Verlassen der DDR ihr Notaufnahmeverfahren.
Im Jahr 1993 wurde hier eine Erinnerungsstätte eingerichtet und 2005 als Museum erheblich erweitert, um dem Leben im Lager und dem Schicksal der Flüchtlinge zu gedenken.
Von 1964 bis 2008 diente das Lager auch der Aufnahme der Aussiedler und Spätaussiedler. Sie kamen anfangs aus der Volksrepublik Polen, dann aus Rumänien und in den 1990er Jahren nach dem Zerfall der Sowjetunion aus deren Nachfolgestaaten.
Seit Ende 2010 ist es ein Übergangswohnheim für Flüchtlinge und Asylbewerber unter der Trägerschaft des Internationalen Bundes (IB).

## Bevölkerung
| Jahr | Einwohner |
| ---- | --------- |
| 1858 | 00496     |
| 1871 | 00599     |
| 1880 | 00911     |
| 1890 | 01.334    |
| 1900 | 01.963    |
| 1910 | 03.684    |
| 1919 | 03.851    |

| Jahr | Einwohner |
| ---- | --------- |
| 1930 | 05.622    |
| 1938 | 10.645    |
| 1946 | 08.309    |
| 1950 | 08.853    |
| 1960 | 12.079    |
| 1970 | 17.206    |
| 1987 | 31.435    |
| 2000 | 32.020    |

| Jahr | Einwohner |
| ---- | --------- |
| 2007 | 30.146    |
| 2010 | 29.612    |
| 2015 | 31.644    |
| 2020 | 32.270    |
| 2021 | 32.200    |
| 2022 | 32.488    |
| 2023 | 32.473    |
| 2024 | 32.365    |

## Sehenswürdigkeiten
Der alte Dorfanger hat sich bis heute erhalten können. Er wird durch die um 1220 oder 1240 erbaute Dorfkirche Marienfelde markiert. Diese ist das wahrscheinlich älteste erhaltene Bauwerk im Stadtgebiet von Berlin und eine der ältesten Feldsteinkirchen der Mittelmark. Der Dorfanger geht unmittelbar in den Gutspark Marienfelde über.

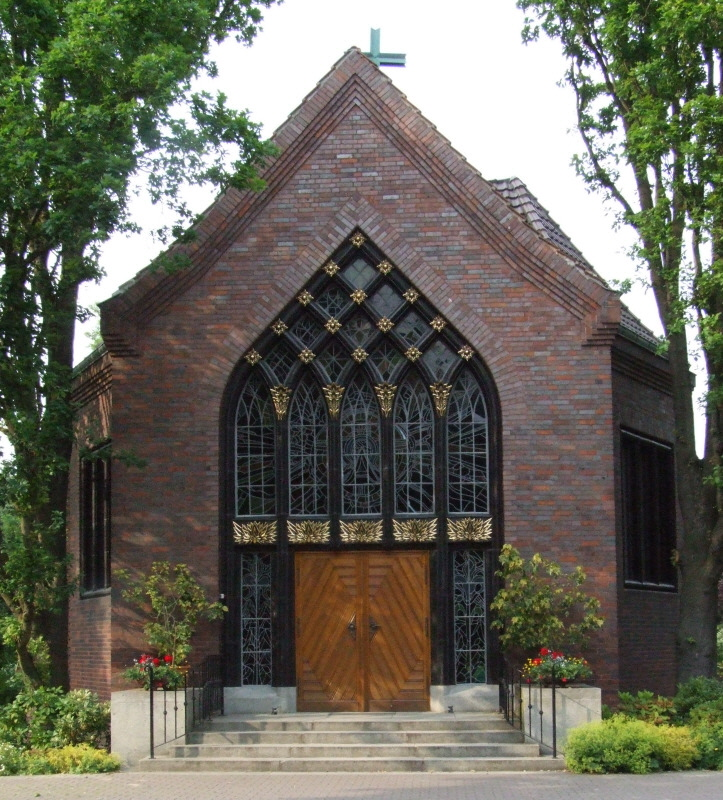
Kapelle auf dem Friedhof Marienfelde

In Marienfelde entwarf der Architekt Bruno Möhring einige Häuser. Die Villa Emilienstraße 17 Ecke Bruno-Möhring-Straße hat den Zweiten Weltkrieg überstanden und strahlt heute in neuem Glanz. Möhring entwarf die Kapelle auf dem evangelischen Friedhof Marienfelde. Sein eigenes Wohnhaus in der heutigen Bruno-Möhring-Straße 14a ist durch eine neuere Randbebauung des Grundstücks nur noch schwer zu erkennen.
Der ehemalige Bundespräsident Heinrich Lübke war seit 1926 Direktor der Deutschen Bauernschaft. Er ließ das Haus Emilienstraße 16 errichten.
Westlich des Angers befindet sich das ehemalige Kloster vom Guten Hirten, das von 1905 bis 1968 als Erziehungsheim für Frauen und Mädchen betrieben wurde.
Auf einem Trümmerberg am Diedersdorfer Weg, der heute Schlehenberg heißt, befand sich von 1962 bis 1996 die Radaranlage Marienfelde, im Berliner Volksmund „Amiberg“ genannt. Nach dem Ende des Kalten Krieges wurde der Berg renaturiert und dient heute unter dem Namen Radarberg Diedersdorfer Weg als öffentlich gewidmete und geschützte Grünanlage. Diese Naherholungsfläche steht im direkten Zusammenhang mit dem Freizeitpark Marienfelde auf der gegenüberliegenden Straßenseite des Diedersdorfer Weges.
Am südlichen Stadtrand liegen der Freizeitpark Marienfelde und die Marienfelder Feldmark, ein Rest von landwirtschaftlicher Nutzung am Rande der Großstadt.

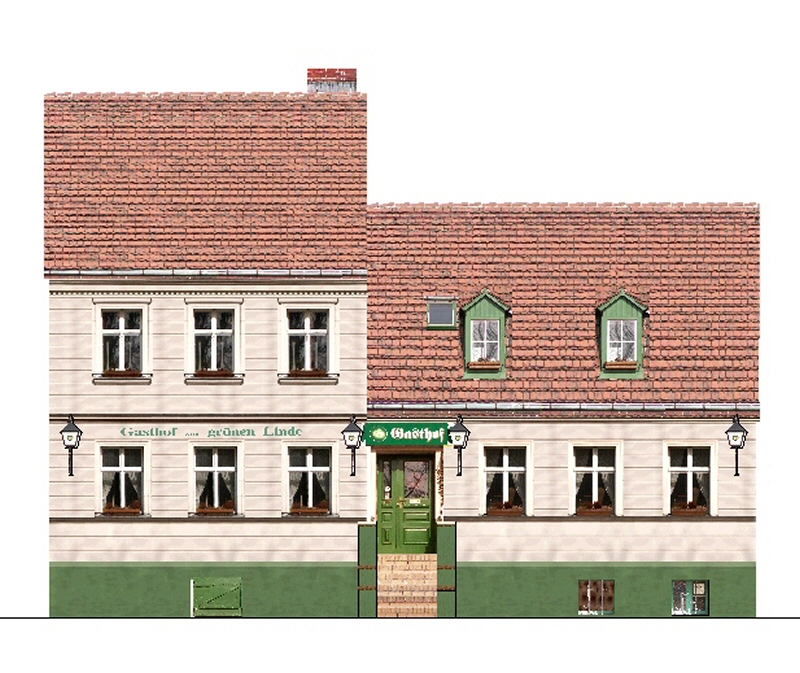
Gasthof Zur grünen Linde
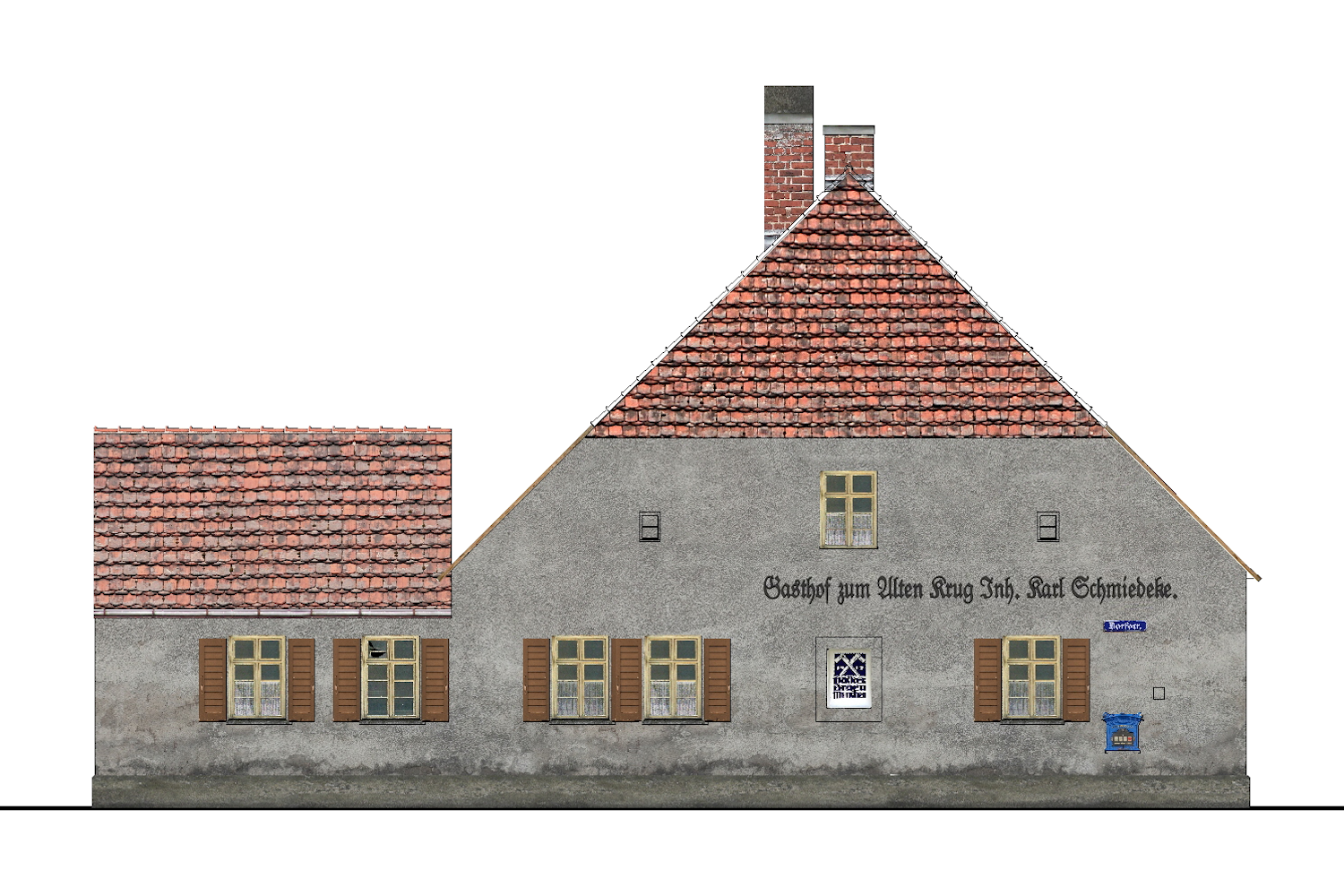
Gasthof Alter Krug um 1900 (1943 zerstört)
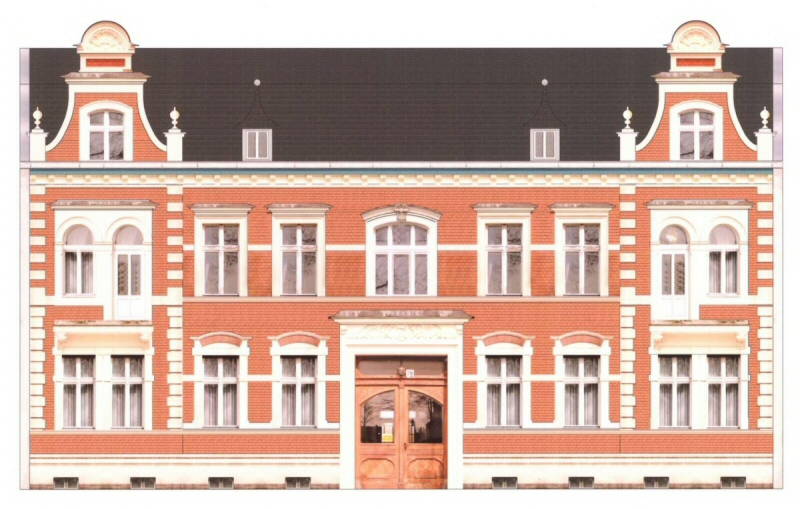
Wohnhaus um 1900
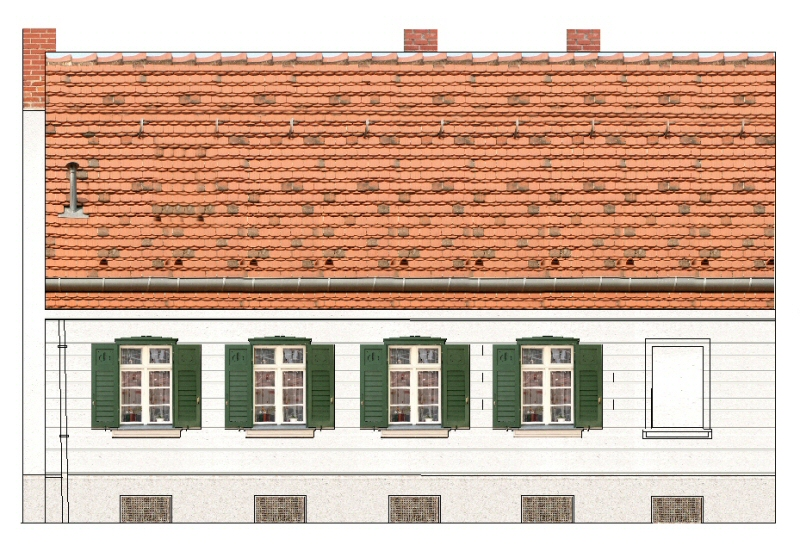
Historische Dorfschmiede (Wohnhaus)
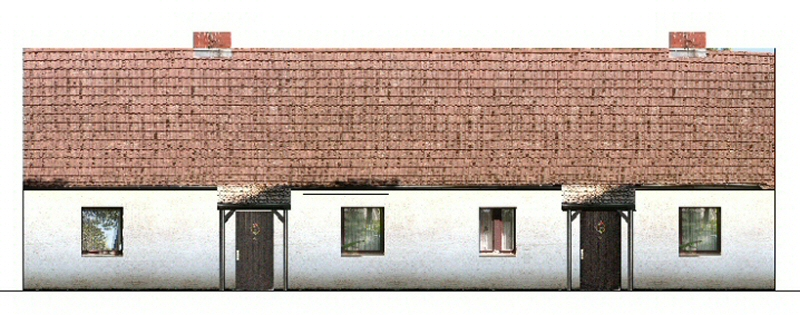
Historisches Wohnhaus mit schwarzer Küche
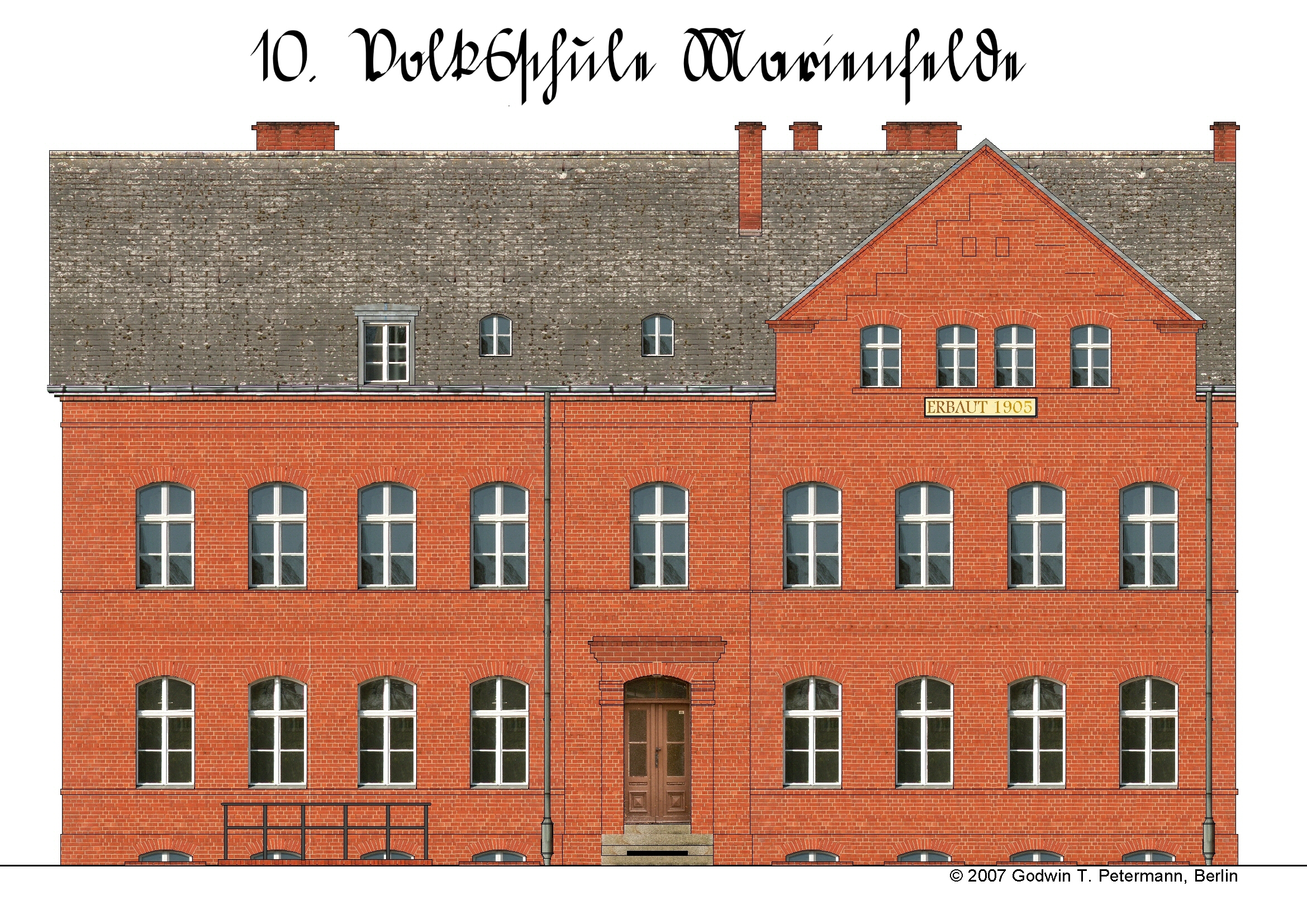
10. Volksschule Marienfelde 1905 (um 1970 abgerissen)
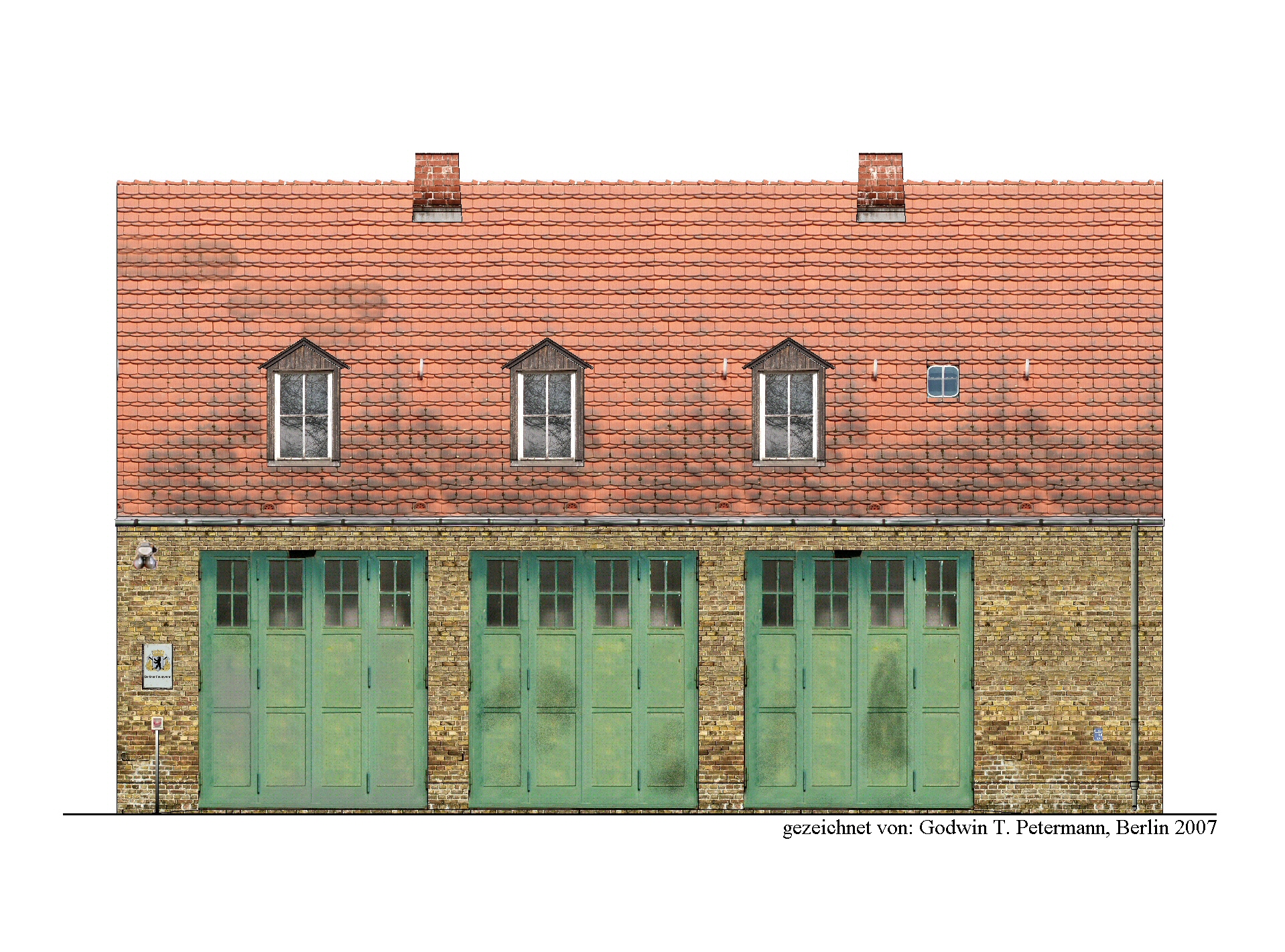
„Neue“ Feuerwache Marienfelde 1950
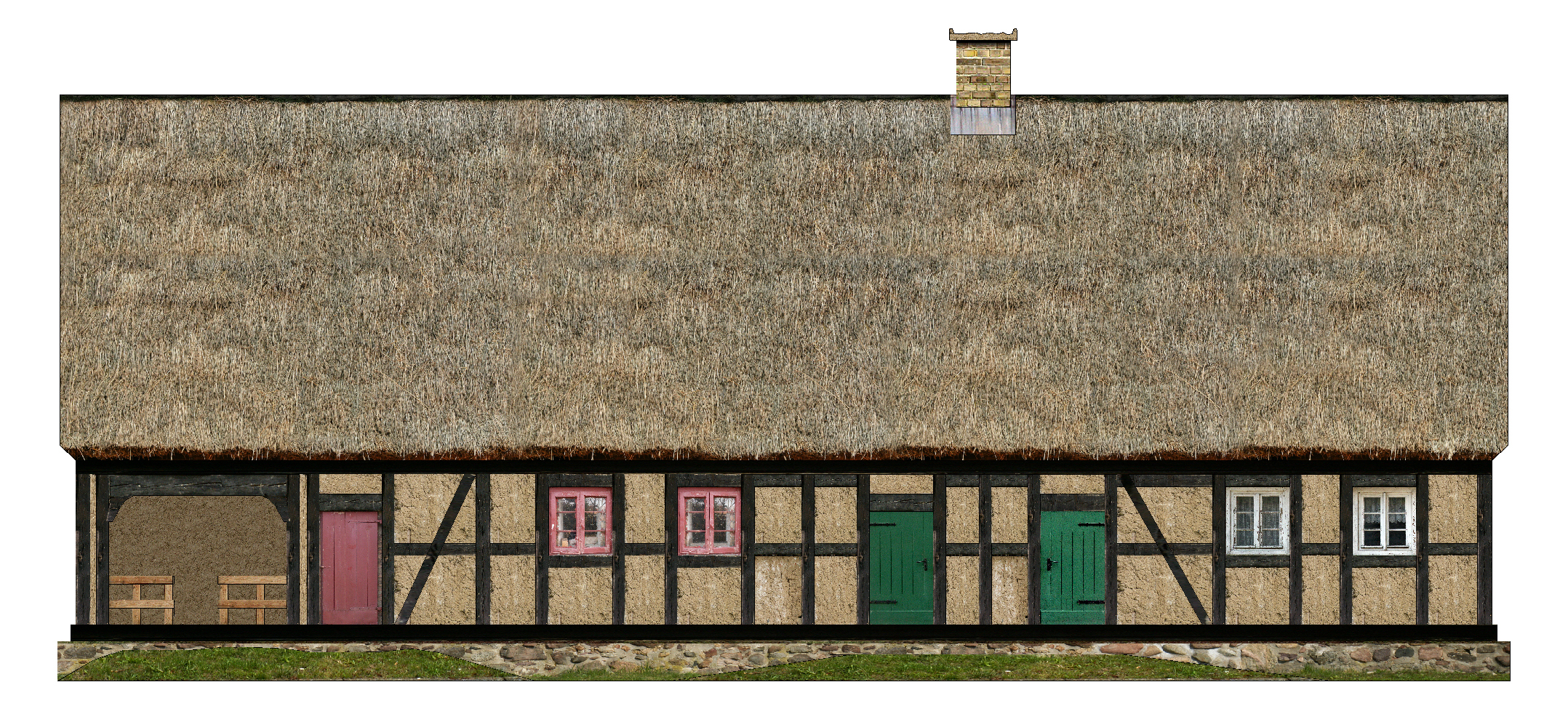
Schul- und Hirtenhaus 1787
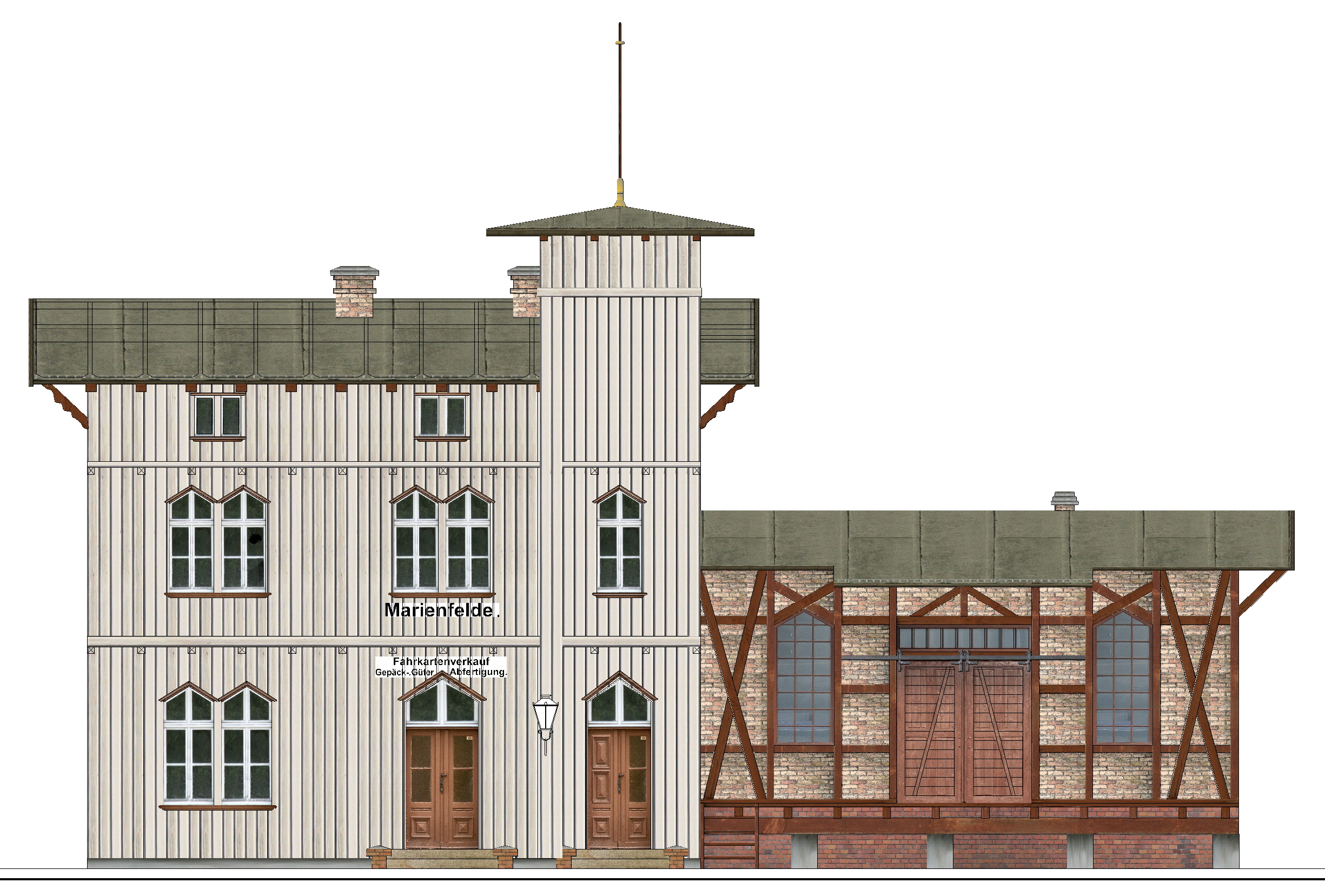
Bahnstation Marienfelde 1889

## Wirtschaft und Infrastruktur

### Wirtschaft

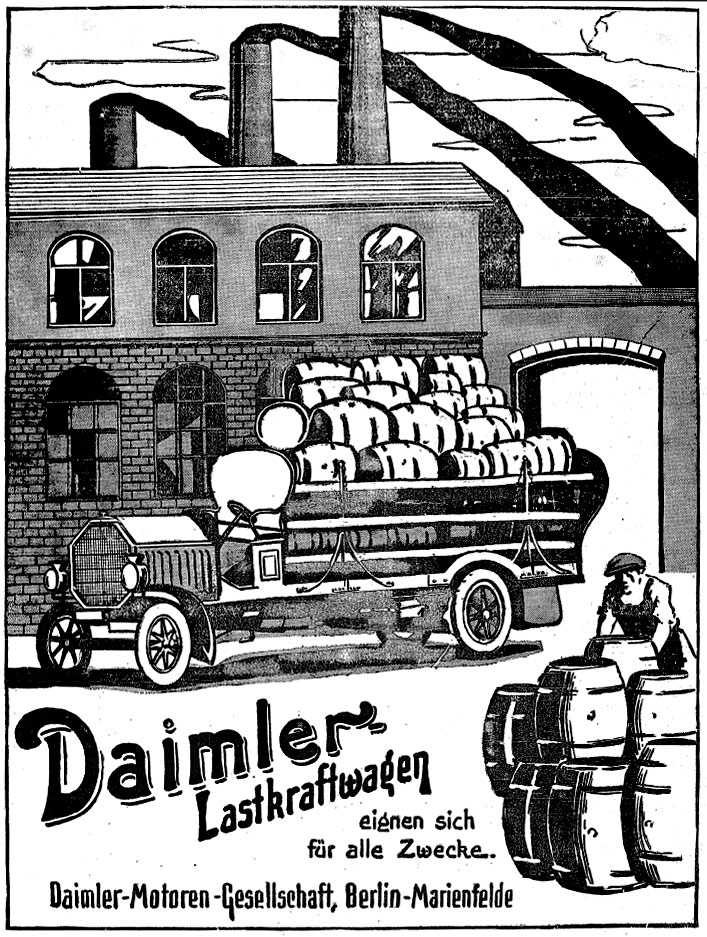
Daimler Marienfelde Lastkraftwagen-Werbung, 1913

Im Nordosten von Marienfelde entstand um 1900 entlang der Eisenbahn ein großes Industrie- und Gewerbegebiet. Bekannte Unternehmen entstanden hier, darunter:
- Fritz Werner AG
- Werkzeugfabrik R. Stock & Co, die heutige R. Stock AG mit Sitz in Berlin-Reinickendorf
- Daimler-Motoren-Gesellschaft (DMG) übernahm am 2. Oktober 1902 die marode Motorfahrzeug- und Motorenfabrik Berlin AG in Marienfelde. Am Anfang wurden zunächst noch Boots- und Schiffsmotoren produziert, ab 1905 wurden bereits Lastkraftwagen und Busse vom Band produziert. 1907 wurde in Marienfelde die Produktion von motorisierten Feuerwehrfahrzeugen aufgenommen. Marienfelde wurde damit zur „Automobilstadt“. Hier wurden u. a. auch die Smart-Motoren der ersten Generation produziert
- Zentrale der Otto Reichelt AG nach dem Zweiten Weltkrieg in den Bauten der Fritz Werner AG. Nach der Übernahme durch Edeka zog Reichelt ins brandenburgische Umland. Am Standort Marienfelde blieb das Fleischverarbeitungswerk.

Zu den hier ansässigen großen Wirtschaftsunternehmen, die ihren Sitz zum Teil in dem in den 1960er Jahren angelegten Industriegebiet an der Motzener Straße haben, gehören Daimler, IBM, Klosterfrau und Stollwerck. Am Diedersdorfer Weg sind Dienststellen des Bundesministeriums für Ernährung, Landwirtschaft und Verbraucherschutz untergebracht: Teile des Bundesamtes für Verbraucherschutz und Lebensmittelsicherheit und des Bundesinstituts für Risikobewertung. Weitere Dienststellen des Bundesinstituts für Risikobewertung befinden sich in Alt-Marienfelde. Am Schichauweg befinden sich Dienststellen des Umweltbundesamtes.
Am 23. November 2004 gründeten sieben Unternehmen (Bartelt und Sohn, Immobilienservice Wesner, India-Dreusicke Berlin, Klosterfrau Berlin, Semperlux, Weber, Willy Vogel AG) das UnternehmensNetzwerk Motzener Straße e. V. Der Zusammenschluss soll bei dringlichen Fragen gegenüber der Politik und der Verwaltung ein kompetentes Wort mitsprechen und engagiert sich auch in sozialen Belangen, wie beispielsweise bei der Einrichtung einer Kindertagesstätte mit Öffnungszeiten, die den Bedürfnissen der Mitarbeiter entsprechen. Die Unternehmen arbeiten bei zahlreichen Projekten zusammen, so im Einkauf, bei der Aus- und Weiterbildung sowie der Entwicklung eines Gebietsprofils und haben am 22. November 2007 das erste „Industriefest“ organisiert. Der Informations- und Meinungsaustausch wird über eine internetgestützte Kommunikationsplattform organisiert. Dieses erste gebietsbezogene und selbstorganisierte Unternehmensnetzwerk in einem industriell geprägten Gewerbegebiet in Deutschlands entstand im Rahmen eines EU-geförderten und vom Bezirk Tempelhof-Schöneberg finanzierten Projektes. Es wurde von den Büros Regioconsult Berlin (regionalökonomische Beratung) sowie Planer-gemeinschaft (Stadtplanung) begleitet. In diesem Bereich sind rund 220 Betriebe mit rund 7000 Mitarbeitern ansässig.
Energie
Gegen Ende des Zweiten Weltkriegs wurde in Marienfelde die Stromrichterstation für die erste Anlage zur Hochspannungs-Gleichstrom-Übertragung errichtet („Elbe-Projekt“), die allerdings nicht mehr in Betrieb ging.

### Verkehr

#### Schienenverkehr
Dresdener Bahn

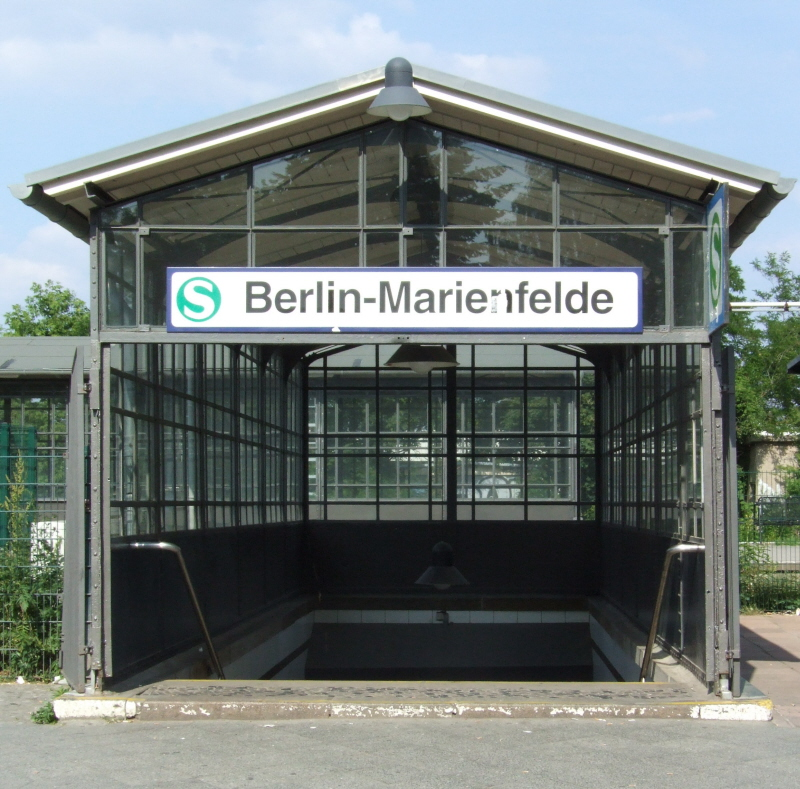
S-Bahnhof Marienfelde

Bereits seit 1875 führt die Dresdener Bahn durch Marienfelde. Diese Strecke wird derzeit von der S-Bahn (Linie S2 zwischen Blankenfelde im Landkreis Teltow-Fläming und Bernau) befahren. Sie hat drei Haltepunkte im Ortsteil: S-Bahnhof Marienfelde, S-Bahnhof Buckower Chaussee und S-Bahnhof Schichauweg, der allerdings zum größten Teil in Lichtenrade liegt. Der Bahnhof Marienfelde war ein Vorortbahnhof an der Dresdener Bahn mit einem Abfertigungsgebäude, das im Zweiten Weltkrieg zerstört wurde. Geblieben ist ein S-Bahnsteig mit überdachtem Zugang. Zum Bahnhof gehört ein Rangierbereich. Die S-Bahn-Trasse wird innerbetrieblich als S-F-Bahn gekennzeichnet, wird also in der Hauptsache von der S-Bahn befahren, kann aber auch von Güterzügen gelegentlich benutzt werden.
Der Ausbau der Dresdener Bahn zu einer schnellen Fernbahntrasse ist geplant. Die Anschlüsse zum Nord-Süd-Tunnel am S-Bahnhof Priesterweg sind bereits gebaut.
Güterverkehr
Die einzigen derzeit (Stand: 2012) verkehrenden Güterzüge erreichen mit Kesselwagenzügen die Benzinspaltanlage auf dem Gelände des ehemaligen Gaswerks Mariendorf. Im Bereich des Bahnhofs Marienfelde befindliche Gleisanschlüsse oder Ladestraßen werden schon seit Anfang der 1990er Jahre nicht mehr bedient. Die dreimal täglich verkehrenden Müllzüge der BSR nach Schöneicher Plan fuhren nur bis 2005. Auch die vom Bahnhof Marienfelde bedienten Gleisanschlüsse an der Buckower Chaussee werden nicht mehr genutzt und der 1971 gebaute und seit etwa 1989 nicht mehr bediente Industrieübergabebahnhof Motzener Straße ist inzwischen abgeräumt.
Rekordfahrten

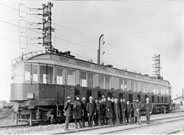
Siemens-Drehstrom-Schnelltriebwagen, 1903

Zwischen Marienfelde und Zossen wurden auf der Militär-Eisenbahn Marienfelde–Zossen–Jüterbog zwischen 1901 und 1904 verschiedene Schnellfahrtversuche mit einer elektrischen Lokomotive und zwei Triebwagen durchgeführt. Diese Fahrzeuge wurden mit Drehstrom von 10 kV und variabler Frequenz angetrieben. Die Stromzuführung erfolgte über drei übereinander angeordnete Oberleitungen. Es wurden Geschwindigkeiten von bis zu 210,2 km/h erreicht.

#### Busverkehr
Folgende Buslinien fahren nach oder durch Marienfelde:
- MetroBuslinien
  - M11 U Dahlem-Dorf – S Schöneweide
  - M77 Waldsassener Straße – U Alt-Mariendorf
  - M82 Waldsassener Straße – S+U Rathaus Steglitz
- ExpressBuslinien
  - X11 U Krumme Lanke – S Schöneweide
  - X83 Nahariyastraße – Königin-Luise-Straße / Clayallee
- Normale Buslinien
  - 112 Nahmitzer Damm – S Nikolassee
  - 277 Stadtrandsiedlung – S+U Hermannstraße
  - 283 Daimlerstraße – S+U Rathaus Steglitz via Klinikum
  - 710 und 711 Verbindungen zum Brandenburger Umland

Am 22. März 1965 startete um 1:15 Uhr an der Endhaltestelle Bahnhof Marienfelde ein Oberleitungsbus der Linie A32 zur letzten Fahrt eines Obusses im Liniennetz der BVG in West-Berlin. Das Ziel, den Betriebshof Hindenburgdamm, erreichte er um 1:36 Uhr. Damit endete die Geschichte des Obusses im Westteil Berlins.

#### Individualverkehr
Am südlichen Stadtrand Berlins liegt in Marienfelde der Knotenpunkt zwischen einer Ost-West-Achse (Nahmitzer Damm, Hildburghauser Straße) und den von Norden aus der Stadt nach Süden herausführenden Straßen, der Bundesstraße 101 (Marienfelder Allee, Großbeerenstraße) und der Verbindung nach Lankwitz (Malteserstraße).
Die B 101 vom Berliner Ortsteil Mariendorf nach Aue im Erzgebirge ist eine wichtige Berliner Ein- und Ausfallstraße zum Berliner Ring. Unmittelbar hinter der Stadtgrenze liegt an dieser Straße das Güterverteilzentrum Großbeeren. Dieses und die Industrie- und Gewerbegebiete in Marienfelde, Mariendorf und Tempelhof sorgen für einen lebhaften Lkw-Verkehr auf den Hauptstraßen im Ort.

### Bildung

#### Grund- und Sonderschulen
- Marienfelder Grundschule Haus 1 (ehemals: Alfred-Adler-Grundschule) im Erbendorfer Weg 13
- Marienfelder Grundschule Haus 2 (ehemals: Malteser Grundschule) im Tirschenreuther Ring 69
- Kiepert-Schule in der Prechtlstraße 21–23, die älteste Schule in Marienfelde
- Steinwald Schule im Hanielweg 7–9 (mit besonderen Fördermöglichkeiten)
- Katholische Schule St. Alfons in der Tennstedter Straße 1
- Katholische Schule St. Hildegard in der Malteserstraße 171a, staatlich anerkannte Grund- und Oberschule für Kinder und Jugendliche mit spezifischem Förderbedarf

#### Weiterführende Schulen
- Gustav-Heinemann-Oberschule im Tirschenreuther Ring 48 (Gesamtschule mit gymnasialer Oberstufe)
- Solling-Schule in Alt-Marienfelde 52 (Sekundarschule)

#### Ausbildungsstätten
- Ausbildungszentrum des Berufsförderungswerkes für Bauberufe ist der Lehrbauhof Berlin in der Belßstraße 12

## Mit dem Ortsteil verbundene Persönlichkeiten
- Friedrich Christian Avé-Lallemant (1809–1892), Schriftsteller, lebte in Marienfelde
- Adolf Kiepert (1820–1892), Besitzer des Ritterguts Marienfelde
- Karl Tiburtius (1834–1910), Schriftsteller, lebte in Marienfelde
- Elvira Castner (1844–1923), Gründerin der Gartenbauschule Marienfelde
- Bruno Möhring (1863–1929), Architekt, lebte in Marienfelde
- Selli Engler (1899–1972), lesbische Aktivistin der Weimarer Republik und Schriftstellerin, lebte in Marienfelde
- Hans-Werner Fabarius (1929–2018), Heimatforscher, lebte in Marienfelde
- Eberhard Klunker (* 1952), Gitarrist, lebt in Marienfelde
- Ute Eberl (* 1962), Theologin, lebt in Marienfelde
- Jeffrey Carney (* 1963), US-Mitarbeiter der Radaranlage Marienfelde und Agent der DDR
- Anja Schillhaneck (* 1973), Politikerin (Bündnis 90/Die Grünen), lebt in Marienfelde
- Lars Eidinger (* 1976), Schauspieler, in Marienfelde aufgewachsen
- Hany Mukhtar (* 1995), Fußballspieler, in Marienfelde aufgewachsen